# Миранчук, Алексей Андреевич
Алексе́й Андре́евич Миранчу́к (род. 17 октября 1995, Славянск-на-Кубани, Краснодарский край) — российский футболист, полузащитник клуба MLS «Атланта Юнайтед» и сборной России. Брат-близнец футболиста Антона Миранчука.
Победитель Лиги Европы УЕФА в сезоне 2023/24, чемпион России в сезоне 2017/18, трёхкратный обладатель Кубка России, обладатель Суперкубка России. Участник чемпионата мира 2018 года и чемпионата Европы 2020 года. Заслуженный мастер спорта России (2018).

## Биография
Родился 17 октября 1995 года в кубанском городе Славянск-на-Кубани. Назван в честь популярного в конце 1980-х — начале 1990-х годов в СССР и России певца Алексея Глызина. Свою карьеру начинал в местной команде «Олимп» под руководством Александра Воронкова. Отыграл вместе с братом в местной команде несколько лет, после чего селекционеры из московского «Спартака» Борис Стрельцов и Алексей Леонов в числе пятерых ребят отобрали их в академию столичного клуба. За «красно-белых» Алексей и Антон выступали на различных детских турнирах, в том числе и международных. Однако вскоре из-за недостатка физической силы были отчислены.
В июле 2019 года вместе с братом Антоном защитил магистерскую диссертацию на факультете физической культуры Московского государственного областного университета.

## Клубная карьера

### «Локомотив»
Тем же летом братья прошли просмотр в школе другой московской команды — «Локомотива», после чего были зачислены в состав 1995 года рождения под руководством Сергея Полстянова. Вместе с командой Алексей Миранчук стал двукратным чемпионом России. 8 июля 2012 года его гол в финальном матче, проходившем в Крымске, принёс «Локомотиву» второй титул. Команда победила 2:0 «Краснодар». По результатам турнира Миранчук был признан лучшим нападающим. В октябре того же года юноши «Локомотива» одержали победу на проходившем в Сочи Кубке РФС в своей возрастной группе. В финальном матче со счётом 5:0 были разгромлены соперники из московского «Динамо». Миранчук был признан лучшим игроком турнира. Осенью 2012 года дебютировал в молодёжном первенстве России. 3 ноября в гостевом матче с ЦСКА (3:0) за 16 минут до завершения матча вышел на замену вместо Камиля Муллина.
Зимние сборы в 2013 году начал с молодёжным составом под руководством Сергея Полстянова. Однако в феврале главный тренер «Локомотива» Славен Билич вызвал Миранчука в расположение главной команды. На следующий сбор в Испанию он уже отправился с основным составом. В апреле 2013 года забил свой первый мяч за молодёжную команду: 12 апреля — «Зениту» (4:2).

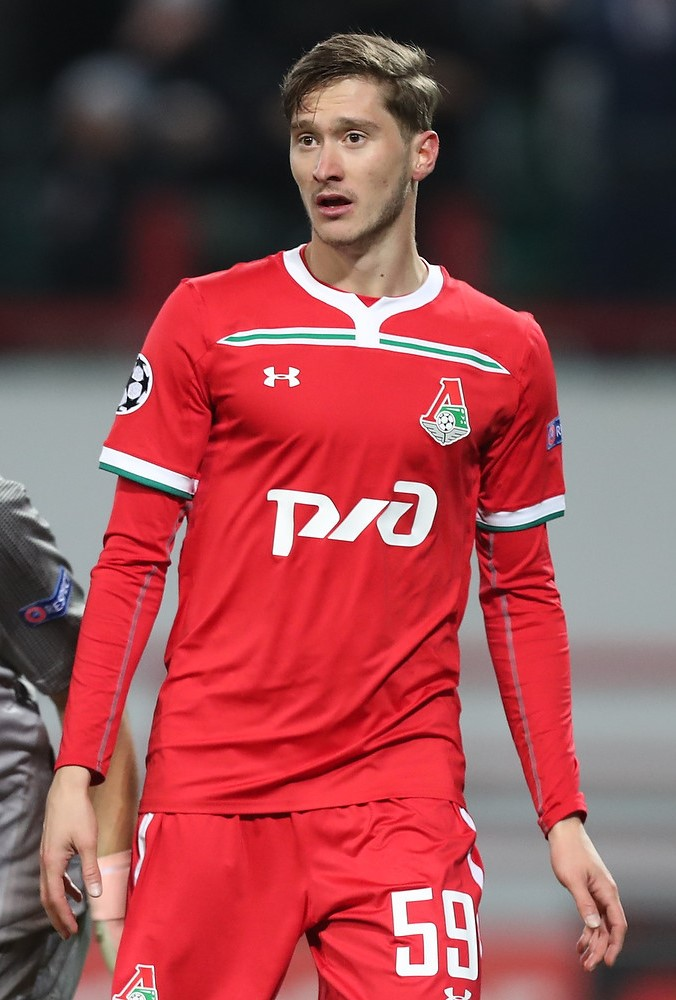
Миранчук в составе «Локомотива»

20 апреля 2013 года состоялся дебют Миранчука в российской Премьер-лиге. В гостевом матче с «Кубанью» он появился на поле в стартовом составе. Отыграв в матче 86 минут, уступил место Максиму Григорьеву. Свой первый гол в чемпионате забил 5 мая в гостевой встрече с «Амкаром». В конце первого тайма после навеса Майкона с фланга Миранчук головой переправил мяч в сетку ворот Сергея Нарубина. В следующем сезоне продолжал выступать на два фронта: в молодёжной и основной команде. Также являлся игроком сборной России до 19 и 21 года. Помог команде до 19 лет квалифицироваться на чемпионат Европы 2015 года.
После некоторой адаптации и смены тренерского штаба в стане «паровозов» Миранчук стал все чаще выходить в стартовом составе главной команды. В сезоне 2014/15 провёл 14 матчей в рамках РПЛ, а также три раза выходил в матчах Кубка России. В апреле 2015 года Миранчук был признан лучшим игроком «Локомотива», став победителем ежемесячного голосования болельщиков. В мае «Локомотив» благодаря голу Миранчука в дополнительное время обыграл «Кубань» и выиграл Кубок России. В мае 2015 года Миранчук вновь был назван болельщиками лучшим игроком месяца.
Летом имел возможность отправиться в Европу в состав бельгийского «Андерлехта», однако не захотел покидать стан «железнодорожников». Вскоре президент «Локо» Ольга Смородская сообщила, что хавбеком интересовались представители испанской Примеры и английской Премьер-лиги. Также Смородская назвала сумму отступных, прописанных в контракте игрока — 20 миллионов евро.
В начале сезона 2015/2016 выходил в основе в стартовых матчах, способствуя беспроигрышной серии «Локомотива» из пяти стартовых матчей.
5 июня 2017 года продлил контракт с клубом до июня 2021 года.
6 июля 2019 года в матче Суперкубка России оформил победный дубль в ворота «Зенита» (3:2). В Лиге чемпионов 2019/20 забил по голу в проигранных матчах против «Ювентуса».

### «Аталанта»
30 августа 2020 года перешёл в «Аталанту» за 14,5 млн евро. Контракт был подписан по схеме «4+1» с зарплатой 1,7 миллиона евро в год.
21 октября 2020 года дебютировал в гостевом матче группового этапа Лиги чемпионов против «Мидтьюлланна» (4:0) — вышел на замену на 80-й минуте игры, а на 89-й минуте забил свой первый мяч в составе итальянского клуба. 8 ноября 2020 года дебютировал в Серии А в матче против миланского «Интера» (1:1), заменив Руслана Малиновского на 59-й минуте встречи и на 79-й минуте забил первый мяч в чемпионате. 14 января 2021 года в матче Кубка Италии против «Кальяри» впервые вышел в стартовом составе и отличился забитым мячом на 43-й минуте встречи (3:1).
15 января 2022 года «Дженоа» и «Аталанта» договорились о переходе Миранчука, но главный тренер клуба Джан Пьеро Гасперини заблокировал сделку по причине кадровых проблем в клубе.

#### Аренда в «Торино»
11 августа 2022 года перешёл в «Торино» на правах аренды до конца сезона 2022/23. 13 августа в первом же матче против «Монцы» отметился голом.
30 октября 2022 года забил победный гол прошлогоднему чемпиону «Милану».

#### Возвращение в «Аталанту»
В июне 2023 года вернулся в клуб из Бергамо.
В январе 2024 года в пяти матчах забил 2 гола и отдал 2 ассиста, после чего был признан лучшим игроком месяца в «Аталанте». 30 марта 2024 года в матче с прошлогодним чемпионом «Наполи» забил гол и отдал голевую передачу, благодаря чему бергамаски выиграли со счётом 3:0.
22 мая 2024 года вместе с командой стал победителем Лиги Европы 2023/24, «Аталанта» обыграла в финале «Байер 04» со счётом 3:0, однако Миранчук остался на скамейке запасных. Всего в победном розыгрыше турнира Алексей принял участие в 10 матчах, в которых отдал 4 голевых паса.

### «Атланта Юнайтед»
Летом 2024 года подписал контракт с клубом MLS «Атланта Юнайтед», став самым дорогим игроком команды. 
25 августа дебютировал за клуб в матче чемпионата против «Лос-Анджелес Гэлакси». 19 сентября в матче против лидера MLS «Интера Майами» с Лионелем Месси отметился первым голом в США, принеся команде ничью (2:2). По итогам регулярного чемпионата «Атланта» заняла девятое место — последнее из дающих право продолжать борьбу за Кубок MLS в плей-офф. 
23 октября в раунде уайльд-кард против «Монреаля» отдал голевой пас и забил один из послематчевых пенальти (2:2, пен. 5:4), чем помог команде выйти в следующий этап и снова сыграть с «Интером Майами». В октябре-ноябре в трёхматчевом противостоянии с победителем регулярного чемпионата MLS «Интером Майами» Миранчук отдал два ассиста, а «Атланта» сенсационно вышла в следующий раунд Кубка (1:2, 2:1, 3:2). В одноматчевой четвертьфинальной встрече с «Орландо» команда Миранчука минимально проиграла 0:1 и выбыла из розыгрыша Кубка. 

## Карьера в сборной

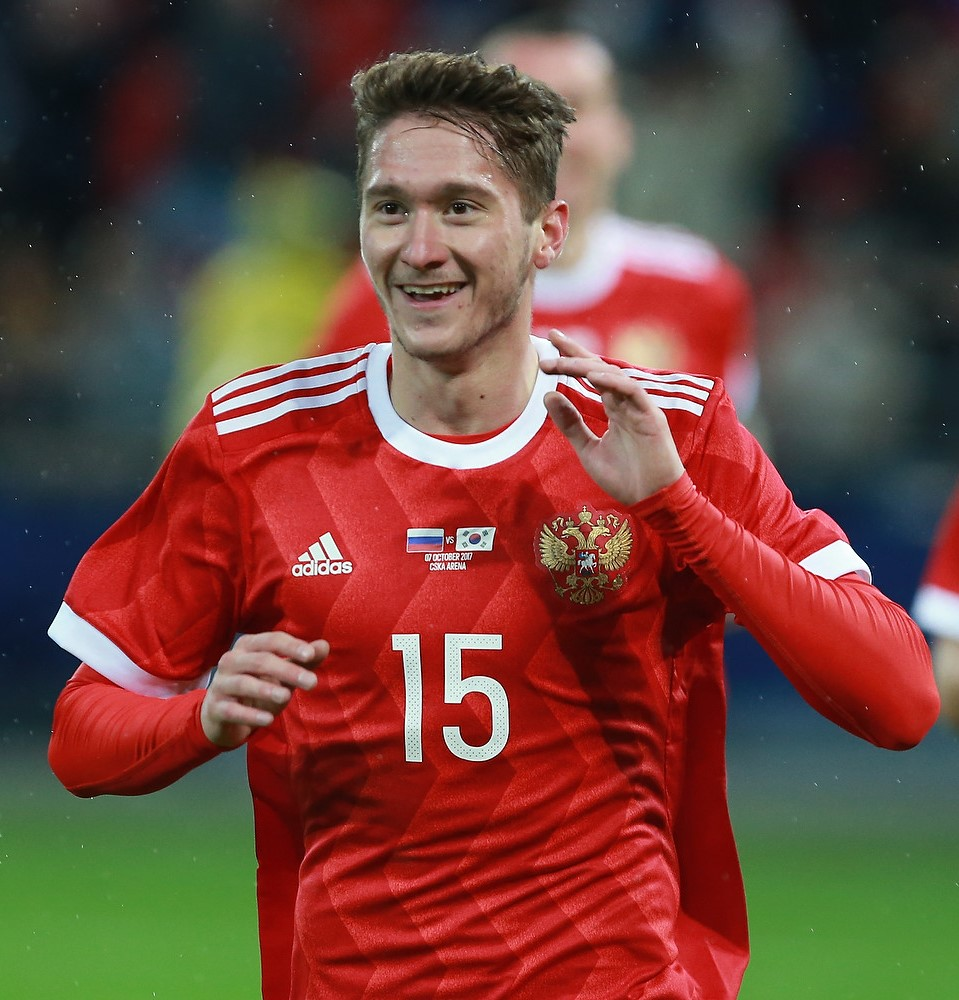
Миранчук празднует гол за сборную России в октябре 2017 года в матче против Республики Корея (4:2)

В декабре 2012 года тренерский штаб юношеской сборной России во главе с Дмитрием Ульяновым вызвал Алексея Миранчука на тренировочный сбор команды перед Мемориалом Гранаткина. Алексей провёл все пять матчей и вместе со сборной стал победителем турнира. На групповой стадии была переиграна сборная Латвии, игры со сверстниками из Греции и Словении окончились с ничейным результатом, а в полуфинале и финале были разгромлены сборные Украины и Санкт-Петербурга.
6 сентября дебютировал за молодёжную сборную в матче со Словенией выйдя на замену. 10 сентября сыграл в матче с Болгарией. 11 октября вновь сыграл в матче со сборной Болгарии. 15 октября впервые вышел в стартовом составе сборной в матче с Данией.
В 17-летнем возрасте попал в расширенный список сборной России на отборочный матч ЧМ-2014 со сборной Ирландии. Попал в расширенный список национальной сборной перед матчами с Австрией и Венгрией.
В возрасте 19 лет дебютировал за первую сборную 7 июня 2015 года в товарищеском матче против сборной Беларуси, выйдя на замену на 71-й минуте, и в первом же матче забил победный гол.
Назван ФИФА одним из трёх самых талантливых молодых футболистов России в преддверии Кубка конфедераций 2017 года.
Участник чемпионата мира 2018 года в России, выходил на поле только в матче против Уругвая (0:3).
В отборочном цикле к чемпионату Европы 2020 принял участие в 5 матчах, забил гол в ворота Сан-Марино (5:0).
Участник чемпионата Европы 2020, прошедшего в 2021 году. Автор единственного гола в матче против сборной Финляндии (1:0).
В марте 2023 года, впервые с февраля 2022 года, получил вызов в сборную России на матчи против сборных Ирана и Ирака. Однако 18 марта 2023 года стало известно, что Миранчук из-за травмы пропустит мартовский сбор национальной команды.

## Достижения

### Командные
«Локомотив» (Москва)
- Чемпион России: 2017/18
- Обладатель Кубка России (3): 2014/15, 2016/17, 2018/19
- Обладатель Суперкубка России: 2019

«Аталанта»
- Победитель Лиги Европы УЕФА: 2023/24

### Личные
- Почётная грамота Президента Российской Федерации (27 июля 2018 года) — за большой вклад в развитие отечественного футбола и высокие спортивные достижения[37]
- Лучший молодой игрок чемпионата России: 2013/14[38]
- Лучший молодой футболист России: 2015 (национальная премия «Первая пятёрка»)[39]
- Лучший футболист месяца в РПЛ: октябрь 2017[40]
- В списках 33 лучших футболистов чемпионата России (4): № 1 — 2017/18, 2019/20, № 2 — 2018/19, № 3 — 2016/17
- Игрок месяца в «Аталанте»: январь 2024[41]
- Игрок месяца в «Атланте Юнайтед»: май 2025[42]

## Статистика выступлений

### Клубная
| Выступление      | Выступление      | Выступление      | Лига | Лига | Кубки | Кубки | Конт. | Конт. | Прочие | Прочие | Итого | Итого  |
| Клуб             | Лига             | Сезон            | Игры | Голы | Игры  | Голы  | Игры  | Голы  | Игры   | Голы   | Игры  | Голы}} |
| ---------------- | ---------------- | ---------------- | ---- | ---- | ----- | ----- | ----- | ----- | ------ | ------ | ----- | ------ |
| Локомотив        | Премьер-лига     | 2012/13          | 6    | 1    | 0     | 0     | —     | —     | —      | —      | 6     | 1      |
| Локомотив        | Премьер-лига     | 2013/14          | 8    | 1    | 1     | 0     | —     | —     | —      | —      | 9     | 1      |
| Локомотив        | Премьер-лига     | 2014/15          | 17   | 1    | 3     | 1     | 1     | 0     | —      | —      | 21    | 2      |
| Локомотив        | Премьер-лига     | 2015/16          | 27   | 2    | 3     | 0     | 6     | 1     | —      | —      | 36    | 3      |
| Локомотив        | Премьер-лига     | 2016/17          | 29   | 3    | 5     | 2     | —     | —     | —      | —      | 34    | 5      |
| Локомотив        | Премьер-лига     | 2017/18          | 30   | 7    | 2     | 0     | 9     | 1     | —      | —      | 41    | 8      |
| Локомотив        | Премьер-лига     | 2018/19          | 30   | 3    | 8     | 2     | 6     | 0     | —      | —      | 44    | 5      |
| Локомотив        | Премьер-лига     | 2019/20          | 27   | 12   | 1     | 2     | 4     | 2     | —      | —      | 32    | 16     |
| Локомотив        | Премьер-лига     | 2020/21          | 4    | 2    | 1     | 0     | 0     | 0     | —      | —      | 5     | 2      |
| Локомотив        | Итого            | Итого            | 178  | 32   | 24    | 7     | 26    | 4     | —      | —      | 228   | 43     |
| Аталанта         | Серия A          | 2020/21          | 25   | 4    | 3     | 2     | 3     | 1     | —      | —      | 31    | 7      |
| Аталанта         | Серия A          | 2021/22          | 19   | 2    | 1     | 0     | 5     | 0     | —      | —      | 25    | 2      |
| Аталанта         | Серия A          | 2023/24          | 27   | 3    | 5     | 1     | 10    | 0     | —      | —      | 42    | 4      |
| Аталанта         | Итого            | Итого            | 71   | 9    | 9     | 3     | 18    | 1     | —      | —      | 98    | 13     |
| → Торино         | Серия A          | 2022/23          | 29   | 4    | 2     | 0     | —     | —     | —      | —      | 31    | 4      |
| → Торино         | Итого            | Итого            | 29   | 4    | 2     | 0     | —     | —     | —      | —      | 31    | 4      |
| Атланта Юнайтед  | MLS              | 2024             | 9    | 3    | 0     | 0     | —     | —     | 5      | 0      | 14    | 3      |
| Атланта Юнайтед  | MLS              | 2025             | 25   | 5    | —     | —     | —     | —     | 3      | 2      | 28    | 7      |
| Атланта Юнайтед  | Итого            | Итого            | 34   | 8    | 0     | 0     | 0     | 0     | 8      | 2      | 42    | 10     |
| Всего за карьеру | Всего за карьеру | Всего за карьеру | 312  | 53   | 35    | 10    | 44    | 5     | 8      | 2      | 399   | 70     |

1. ↑  В графу «Кубки» входят игры и голы в национальных кубках, кубках лиги и суперкубках.
2. ↑  В графу «Прочие» входят игры и голы в плей-офф MLS и Кубке Лиг.

### Выступления за сборную
| Россия           | Год              | Отборочные матчи ЧМ | Отборочные матчи ЧМ | Финальные матчи ЧМ | Финальные матчи ЧМ | Отборочные матчи ЧЕ | Отборочные матчи ЧЕ | Финальные матчи ЧЕ | Финальные матчи ЧЕ | Кубок конфедераций | Кубок конфедераций | Лига наций | Лига наций | Товарищеские матчи | Товарищеские матчи | Всего | Всего |
| Россия           | Год              | Игры                | Голы                | Игры               | Голы               | Игры                | Голы                | Игры               | Голы               | Игры               | Голы               | Игры       | Голы       | Игры               | Голы               | Игры  | Голы  |
| ---------------- | ---------------- | ------------------- | ------------------- | ------------------ | ------------------ | ------------------- | ------------------- | ------------------ | ------------------ | ------------------ | ------------------ | ---------- | ---------- | ------------------ | ------------------ | ----- | ----- |
| Россия           | 2015             | 0                   | 0                   | 0                  | 0                  | 1                   | 0                   | 0                  | 0                  | 0                  | 0                  | 0          | 0          | 1                  | 1                  | 2     | 1     |
| Россия           | 2016             | 0                   | 0                   | 0                  | 0                  | 0                   | 0                   | 0                  | 0                  | 0                  | 0                  | 0          | 0          | 3                  | 0                  | 3     | 0     |
| Россия           | 2017             | 0                   | 0                   | 0                  | 0                  | 0                   | 0                   | 0                  | 0                  | 1                  | 0                  | 0          | 0          | 8                  | 3                  | 9     | 3     |
| Россия           | 2018             | 0                   | 0                   | 1                  | 0                  | 0                   | 0                   | 0                  | 0                  | 0                  | 0                  | 0          | 0          | 5                  | 0                  | 6     | 0     |
| Россия           | 2019             | 0                   | 0                   | 0                  | 0                  | 5                   | 1                   | 0                  | 0                  | 0                  | 0                  | 0          | 0          | 0                  | 0                  | 5     | 1     |
| Россия           | 2020             | 0                   | 0                   | 0                  | 0                  | 0                   | 0                   | 0                  | 0                  | 0                  | 0                  | 2          | 0          | 1                  | 0                  | 3     | 0     |
| Россия           | 2021             | 8                   | 0                   | 0                  | 0                  | 0                   | 0                   | 3                  | 1                  | 0                  | 0                  | 0          | 0          | 2                  | 0                  | 13    | 1     |
| Россия           | 2023             | 0                   | 0                   | 0                  | 0                  | 0                   | 0                   | 0                  | 0                  | 0                  | 0                  | 0          | 0          | 2                  | 0                  | 2     | 0     |
| Россия           | 2024             | 0                   | 0                   | 0                  | 0                  | 0                   | 0                   | 0                  | 0                  | 0                  | 0                  | 0          | 0          | 3                  | 2                  | 3     | 2     |
| Всего за карьеру | Всего за карьеру | 8                   | 0                   | 1                  | 0                  | 6                   | 1                   | 3                  | 1                  | 1                  | 0                  | 2          | 0          | 25                 | 6                  | 46    | 8     |

### Матчи за сборную России
| Матчи и голы Алексея Миранчука за сборную России | Матчи и голы Алексея Миранчука за сборную России | Матчи и голы Алексея Миранчука за сборную России | Матчи и голы Алексея Миранчука за сборную России | Матчи и голы Алексея Миранчука за сборную России | Матчи и голы Алексея Миранчука за сборную России | Матчи и голы Алексея Миранчука за сборную России |
| №                                                | Дата                                             | Соперник                                         | Счёт                                             | Голы                                             | Соревнование                                     |                                                  |
| ------------------------------------------------ | ------------------------------------------------ | ------------------------------------------------ | ------------------------------------------------ | ------------------------------------------------ | ------------------------------------------------ | ------------------------------------------------ |
| 1                                                | 7 июня 2015 года                                 | Беларусь                                         | 4:2                                              | 1                                                | Товарищеский матч                                |                                                  |
| 2                                                | 14 июня 2015 года                                | Австрия                                          | 0:1                                              | —                                                | Отборочные матчи ЧЕ-2016                         |                                                  |
| 3                                                | 31 августа 2016 года                             | Турция                                           | 0:0                                              | —                                                | Товарищеский матч                                |                                                  |
| 4                                                | 6 сентября 2016 года                             | Гана                                             | 1:0                                              | —                                                | Товарищеский матч                                |                                                  |
| 5                                                | 15 ноября 2016 года                              | Румыния                                          | 1:0                                              | —                                                | Товарищеский матч                                |                                                  |
| 6                                                | 24 марта 2017 года                               | Кот-д’Ивуар                                      | 0:2                                              | —                                                | Товарищеский матч                                |                                                  |
| 7                                                | 28 марта 2017 года                               | Бельгия                                          | 3:3                                              | 1                                                | Товарищеский матч                                |                                                  |
| 8                                                | 5 июня 2017 года                                 | Венгрия                                          | 3:0                                              | —                                                | Товарищеский матч                                |                                                  |
| 9                                                | 9 июня 2017 года                                 | Чили                                             | 1:1                                              | —                                                | Товарищеский матч                                |                                                  |
| 10                                               | 17 июня 2017 года                                | Новая Зеландия                                   | 2:0                                              | —                                                | Кубок конфедераций 2017                          |                                                  |
| 11                                               | 7 октября 2017 года                              | Республика Корея                                 | 4:2                                              | 1                                                | Товарищеский матч                                |                                                  |
| 12                                               | 10 октября 2017 года                             | Иран                                             | 1:1                                              | —                                                | Товарищеский матч                                |                                                  |
| 13                                               | 11 ноября 2017 года                              | Аргентина                                        | 0:1                                              | —                                                | Товарищеский матч                                |                                                  |
| 14                                               | 15 ноября 2017 года                              | Испания                                          | 3:3                                              | 1                                                | Товарищеский матч                                |                                                  |
| 15                                               | 23 марта 2018 года                               | Бразилия                                         | 0:3                                              | —                                                | Товарищеский матч                                |                                                  |
| 16                                               | 27 марта 2018 года                               | Франция                                          | 1:3                                              | —                                                | Товарищеский матч                                |                                                  |
| 17                                               | 30 мая 2018 года                                 | Австрия                                          | 0:1                                              | —                                                | Товарищеский матч                                |                                                  |
| 18                                               | 5 июня 2018 года                                 | Турция                                           | 1:1                                              | —                                                | Товарищеский матч                                |                                                  |
| 19                                               | 25 июня 2018 года                                | Уругвай                                          | 0:3                                              | —                                                | Финальные матчи ЧМ-2018                          |                                                  |
| 20                                               | 15 ноября 2018 года                              | Германия                                         | 0:3                                              | —                                                | Товарищеский матч                                |                                                  |
| 21                                               | 24 марта 2019 года                               | Казахстан                                        | 4:0                                              | —                                                | Отборочные матчи ЧЕ-2020                         |                                                  |
| 22                                               | 8 июня 2019 года                                 | Сан-Марино                                       | 9:0                                              | —                                                | Отборочные матчи ЧЕ-2020                         |                                                  |
| 23                                               | 11 июня 2019 года                                | Кипр                                             | 1:0                                              | —                                                | Отборочные матчи ЧЕ-2020                         |                                                  |
| 24                                               | 16 ноября 2019 года                              | Бельгия                                          | 1:4                                              | —                                                | Отборочные матчи ЧЕ-2020                         |                                                  |
| 25                                               | 19 ноября 2019 года                              | Сан-Марино                                       | 5:0                                              | 1                                                | Отборочные матчи ЧЕ-2020                         |                                                  |
| 26                                               | 12 ноября 2020 года                              | Молдова                                          | 0:0                                              | —                                                | Товарищеский матч                                |                                                  |
| 27                                               | 15 ноября 2020 года                              | Турция                                           | 2:3                                              | —                                                | Лига наций УЕФА 2020/21                          |                                                  |
| 28                                               | 18 ноября 2020 года                              | Сербия                                           | 0:5                                              | —                                                | Лига наций УЕФА 2020/21                          |                                                  |
| 29                                               | 24 марта 2021 года                               | Мальта                                           | 3:1                                              | —                                                | Отборочные матчи ЧМ-2022                         |                                                  |
| 30                                               | 27 марта 2021 года                               | Словения                                         | 2:1                                              | —                                                | Отборочные матчи ЧМ-2022                         |                                                  |
| 31                                               | 30 марта 2021 года                               | Словакия                                         | 1:2                                              | —                                                | Отборочные матчи ЧМ-2022                         |                                                  |
| 32                                               | 1 июня 2021 года                                 | Польша                                           | 1:1                                              | —                                                | Товарищеский матч                                |                                                  |
| 33                                               | 5 июня 2021 года                                 | Болгария                                         | 1:0                                              | —                                                | Товарищеский матч                                |                                                  |
| 34                                               | 12 июня 2021 года                                | Бельгия                                          | 0:3                                              | —                                                | Финальные матчи ЧЕ-2020                          |                                                  |
| 35                                               | 16 июня 2021 года                                | Финляндия                                        | 1:0                                              | 1                                                | Финальные матчи ЧЕ-2020                          |                                                  |
| 36                                               | 21 июня 2021 года                                | Дания                                            | 1:4                                              | —                                                | Финальные матчи ЧЕ-2020                          |                                                  |
| 37                                               | 1 сентября 2021 года                             | Хорватия                                         | 0:0                                              | —                                                | Отборочные матчи ЧМ-2022                         |                                                  |
| 38                                               | 4 сентября 2021 года                             | Кипр                                             | 2:0                                              | —                                                | Отборочные матчи ЧМ-2022                         |                                                  |
| 39                                               | 7 сентября 2021 года                             | Мальта                                           | 2:0                                              | —                                                | Отборочные матчи ЧМ-2022                         |                                                  |
| 40                                               | 11 октября 2021 года                             | Словения                                         | 2:1                                              | —                                                | Отборочные матчи ЧМ-2022                         |                                                  |
| 41                                               | 11 ноября 2021 года                              | Кипр                                             | 6:0                                              | —                                                | Отборочные матчи ЧМ-2022                         |                                                  |
| 42                                               | 12 октября 2023 года                             | Камерун                                          | 1:0                                              | —                                                | Товарищеский матч                                |                                                  |
| 43                                               | 16 октября 2023 года                             | Кения                                            | 2:2                                              | —                                                | Товарищеский матч                                |                                                  |
| 44                                               | 21 марта 2024 года                               | Сербия                                           | 4:0                                              | 1                                                | Товарищеский матч                                |                                                  |
| 45                                               | 7 июня 2024 года                                 | Беларусь                                         | 4:0                                              | —                                                | Товарищеский матч                                |                                                  |
| 46                                               | 19 ноября 2024 года                              | Сирия                                            | 4:0                                              | 1                                                | Товарищеский матч                                |                                                  |

Итого: 46 матчей / 8 голов; 22 победы, 10 ничьих, 14 поражений.